# Stenoglene
Stenoglene is een geslacht van vlinders van de familie Eupterotidae.

## Soorten
- S. basquini Bouyer, 2012
- S. bicolor (Distant, 1897)
- S. bipartita (Rothschild, 1917)
- S. bipunctatus (Aurivillius, 1909)
- S. bouyeri Basquin, 2013
- S. brunneofasciata Dall'Asta & Poncin, 1980
- S. brunneus Bouyer, 2012
- S. cinerea (Holland, 1893)
- S. citrinoides Dall'Asta & Poncin, 1980
- S. citrinus (Druce, 1886)
- S. clucki Bouyer, 2012
- S. dallastai Bouyer, 2012
- S. decellei Dall'Asta & Poncin, 1980
- S. dehanicus (Strand, 1911)
- S. dufranei Bouyer, 2012
- S. fontainei Dall'Asta & Poncin, 1980
- S. fouassini Dall'Asta & Poncin, 1980
- S. gemmatus Wichgraf, 1921
- S. giganteus (Rothschild, 1917)
- S. hilaris Felder, 1874
- S. inversus (Gaede, 1927)
- S. kenyensis Bouyer, 2012
- S. latimaculata Dall'Asta & Poncin, 1980
- S. leonardi Bouyer, 2012
- S. livingstonensis (Strand, 1909)
- S. morettoi Bouyer, 2012
- S. nahor Druce, 1896
- S. nivalis (Rothschild, 1917)
- S. noellae Bouyer, 2012
- S. obtusus (Walker, 1864)
- S. opalina Druce, 1910
- S. parvula Dall'Asta & Poncin, 1980
- S. paulisi Dall'Asta & Poncin, 1980
- S. pellucida Joicey & Talbot, 1924
- S. perissinottoi Bouyer, 2012
- S. pira Druce, 1896
- S. plagiatus (Aurivillius, 1911)
- S. plenevauxae Bouyer, 2012
- S. preussi (Aurivillius, 1893)
- S. pseudosygina Bouyer & Basquin, 2012
- S. pujoli Dall'Asta & Poncin, 1980
- S. roseus (Druce, 1886)
- S. shabae Dall'Asta & Poncin, 1980
- S. sigyna (Aurivillius, 1893)
- S. sinjaevi Bouyer, 2012
- S. sulphureoides Kühne, 2007
- S. sulphureotinctus (Strand, 1912)
- S. thelda (Druce, 1887)
- S. uelei Dall'Asta & Poncin, 1980
- S. uniformis Dall'Asta & Poncin, 1980